# Euclid Motor Car Company (Ohio)
Euclid Motor Car Company war ein US-amerikanischer Hersteller von Automobilen aus Ohio.

## Unternehmensgeschichte
Herbert R. Palmer hatte bereits mit der Palmer Automobile Manufacturing Company Erfahrungen im Automobilbau gesammelt. 1907 gründete er das Unternehmen in Cleveland. Ende 1907 begann die Produktion von Automobilen. Der Markenname lautete Euclid. Nach etwa einem Jahr endete 1908 die Produktion.
Es gab weder eine Verbindung zur gleichnamigen Euclid Motor Car Company aus Connecticut noch zur Berg Automobile Company, die den gleichen Markennamen benutzten.

## Fahrzeuge
Im Angebot standen zwei verschiedene Modelle. Beide hatten einen luftgekühlten Dreizylinder-Zweitaktmotor aus eigener Fertigung. Er trieb über ein Friktionsgetriebe und zwei Ketten die Hinterachse an. Das Fahrgestell hatte 254 cm Radstand. Die Aufbauten waren offen.
Der Motor im Roadster hatte 85,725 mm Zylinderbohrung, 88,9 mm Hub, 1539 cm³ Hubraum und 20 PS Leistung. Der Tourenwagen hatte eine stärkeren Motor. 101,6 mm Bohrung und 114,3 mm Hub ergaben 2780 cm³ Hubraum und 35 PS.